# Samuel Morland
Samuel Morland (1625 - 30 de dezembro de 1695) foi um acadêmico inglês, diplomata, espião, matemático e inventor. Esteve interessado em hidráulica e máquinas a vapor.
Em 1666 criou uma máquina mecânica que realizava operações de soma e subtração, além de multiplicação e divisão.